# Брњеушка
Брњеушка је насељено мјесто на подручју града Глине, на Банији, Република Хрватска.

## Историја
Брњеушка се од распада Југославије до августа 1995. године налазила у Републици Српској Крајини.

## Становништво
На попису становништва 2011. године, Брњеушка је имала само 13 становника.
| Националност       | 1991. | 1981. | 1971. | 1961. |
| Срби               | 205   | 276   | 379   | 468   |
| Југословени        | 2     | 1     | 1     |       |
| Хрвати             | 3     | 2     | 1     | 1     |
| остали и непознато | 3     |       | 1     |       |
| Укупно             | 213   | 279   | 382   | 469   |

| Демографија | Демографија | Демографија |
| Година      | Становника  | Становника  |
| ----------- | ----------- | ----------- |
| 1961.       | 469         |             |
| 1971.       | 382         |             |
| 1981.       | 279         |             |
| 1991.       | 213         |             |
| 2001.       | 20          |             |
| 2011.       |             | 13          |

## Попис 1991.
На попису становништва 1991. године, насељено место Брњеушка је имало 213 становника, следећег националног састава:
| Попис 1991.‍ | Попис 1991.‍ | Попис 1991.‍ | Попис 1991.‍ | Попис 1991.‍ |
| ----------- | ----------- | ----------- | ----------- | ----------- |
|             |             |             |             |             |
| Срби        | Срби        |             | 205         | 96,24%      |
| Хрвати      | Хрвати      |             | 3           | 1,40%       |
| Југословени | Југословени |             | 2           | 0,93%       |
| непознато   | непознато   |             | 3           | 1,40%       |
| укупно: 213 |             |             |             |             |